# Ні тут, ні там
«Ні тут, ні там» (араб. بَر بَحَر, трансліт. Bar Bahar; івр. לא פה, לא שם) — ізраїльсько-французький драматичний фільм 2016 року, повнометражний режисерський дебют Майсалун Хамуд. Стрічка отримала 9 нагород міжнародних кінофестивалів, зокрема в Хайфі, Торонто, Сан-Себастьяні та Стамбулі. У липні 2017 року фільм брав участь в міжнародній конкурсній програмі 8-го Одеського міжнародного кінофестивалю у змаганні за головний приз — Золотий Дюк .

## Сюжет
Фільм розповідає історію трьох молодих жінок — палестинок з ізраїльським громадянством, що разом винаймають квартиру в центрі бурхливого й галасливого Тель-Авіву та намагаються знайти баланс між традиціями та сучасністю, вірністю та свободою, релігією та ґендерною рівністю.

## У ролях
| • Мауна Гава    | … | Лейла Бахр |
| • Сана Яммеліх  | … | Салма      |
| • Шаден Канбура | … | Нур        |
| • Махмуд Шалабі | … | Зіад Хамді |
| • Генрі Ендрос  | … | Віссам     |
| • Ашмал Ханаан  | … | Дуніа      |
| • Афаф Деніен   | … | Аунт       |
| • Айман Дау     | … | Салех      |

## Знімальна група
- Автор сценарію — Майсалун Хамуд
- Режисер-постановник — Майсалун Хамуд
- Продюсер — Шломі Елькабец
- Співпродюсери — Сандрін Брауер, Тоні Копті
- Оператор — Ітай Гросс
- Композитор — M. G. Saad
- Монтаж — Нілі Феллер, Лев Ґолтсер
- Художник-постановник — Агар Бротман
- Художник по костюмах — Лі Алембік

## Нагороди та номінації
| Список нагород та номінацій                                    | Список нагород та номінацій | Список нагород та номінацій                                           | Список нагород та номінацій | Список нагород та номінацій | Список нагород та номінацій |
| Кінопремія                                                     | Дата церемонії              | Категорія                                                             | Номінант(и)                 | Результат                   | Дж                          |
| -------------------------------------------------------------- | --------------------------- | --------------------------------------------------------------------- | --------------------------- | --------------------------- | --------------------------- |
| Міжнародний кінофестиваль у Торонто                            | 2016                        | Премія NETPAC                                                         | Майсалун Хамуд              | Перемога                    | [ 4 ] [ 5 ]                 |
| Міжнародний кінофестиваль у Сан-Себастьяні                     | 2016                        | Премія «Себастьян» за найкращий фільм                                 | Ні тут, ні там              | Перемога                    | [ 6 ] [ 7 ]                 |
| Міжнародний кінофестиваль у Сан-Себастьяні                     | 2016                        | Нагорода TVE Otra Mirada                                              | Майсалун Хамуд              | Перемога                    | [ 6 ] [ 7 ]                 |
| Міжнародний кінофестиваль у Сан-Себастьяні                     | 2016                        | Приз молодіжного журі                                                 | Ні тут, ні там              | Перемога                    | [ 6 ] [ 7 ]                 |
| Міжнародний кінофестиваль у Хайфі                              | 2016                        | Премія Федера за художні досягнення в ізраїльському художньому фільмі | Ні тут, ні там              | Перемога                    | [ 8 ]                       |
| Міжнародний кінофестиваль у Хайфі                              | 2016                        | Премія Денні Лернера за дебютний ігровий фільм                        | Майсалун Хамуд              | Перемога                    | [ 8 ]                       |
| Беркширський міжнародний кінофестиваль (BIFF)                  | 2017                        | Премія журі за оповідний художній фільм                               | Ні тут, ні там              | Перемога                    |                             |
| Стамбульський міжнародний кінофестиваль                        | 2017                        | Золотий тюльпан                                                       | Ні тут, ні там              | Номінація                   |                             |
| Стамбульський міжнародний кінофестиваль                        | 2017                        | Приз ФІПРЕССІ                                                         | Ні тут, ні там              | Перемога                    |                             |
| Тронгеймський міжнародний кінофестиваль «Косморама» (Норвегія) | 2017                        | Премія «Нові режисери»                                                | Майсалун Хамуд              | Перемога                    |                             |
| Одеський міжнародний кінофестиваль                             | 2017                        | Гран-прі Золотий Дюк                                                  | Ні тут, ні там              | Номінація                   | [ 1 ]                       |